# تومی ایرونن
تومی ایرونن (فنلاندی: Tommi Eronen؛ زادهٔ ۱۸ سپتامبر ۱۹۶۸) بازیگر اهل فنلاند است.
از فیلم‌هایی که وی در آن نقش داشته‌است، می‌توان به کمین، سه مرد عاقل و عشق بدشگون اشاره کرد.